# Monte Elbrus
O monte Elbrus (russo Эльбрус) é a montanha mais alta da Europa. É um estratovulcão inativo localizado na parte ocidental da cordilheira do Cáucaso, na Rússia, perto da fronteira com a Geórgia.
O monte Elbrus não deve ser confundido com as montanhas Alborz (também chamadas Elburz), no Irão.

## Convenção
Unicamente por convenção histórica - sem bases geográficas - o Cáucaso e os Urais são considerados a fronteira entre a Europa e a Ásia. O artificialismo da fronteira no contexto geográfico é exemplificado pelo facto de a parte setentrional do Cáucaso frequentemente ser considerada como localizada na Europa, e a parte meridional na Ásia. O monte Elbrus, com 5 642 m acima do nível do mar, é assim situado na Europa, sendo o seu ponto mais elevado.

## Características
O Elbrus fica a 20 km ao norte da cordilheira principal do Grande Cáucaso e a 65 km sul-sudoeste da cidade russa de Kislovodsk. Seu pico com neves eternas alimenta 22 geleiras que, por sua vez, dão origem aos rios Baksan, Kuban e Malka. É ainda o 10º monte de maior proeminência topográfica no mundo.
O mais baixo dos dois picos foi escalado pela primeira vez em 1868 por Douglas Freshfield, Adolphus W. Moore e C. C. Tucker, e o mais alto (de aproximadamente 40 m) em 1874 pela expedição britânica dirigida por F. Crauford Grove.
Durante os primeiros anos da União Soviética o alpinismo tornou-se uma atividade popular, e houve um tremendo tráfego de pessoas no Elbrus. No inverno de 1936, um grupo inexperiente de membros da juventude comunista tentou escalar a montanha, e terminou por sofrer diversas baixas quando escorregaram no gelo e caíram para a morte.
Os alemães ocuparam brevemente a montanha durante a Segunda Guerra Mundial com dez mil soldados montanheses; uma história, possivelmente apócrifa, conta que um piloto soviético recebeu uma medalha por ter bombardeado a cabana principal, Pruit 11, enquanto ela estava ocupada. Mais tarde, foi-lhe oferecida uma medalha por não ter atingido a cabana, mas sim o estoque de combustível, deixando a cabana intacta para as gerações futuras.

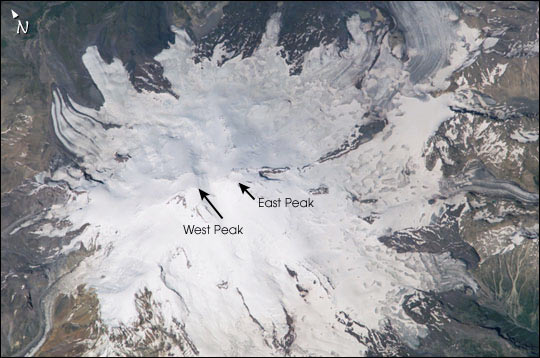
O Monte Elbrus e seus dois picos.

As montanhas do Cáucaso são o resultado de colisão de duas placas tectônicas, a placa arábica movendo-se para o norte com relação à placa eurasiana. Elas formam uma continuação do Himalaia, que está sendo empurrado para cima por uma colisão similar entre as placas eurasiana e indiana. Toda a região é regularmente sacudida por fortes terremotos oriundos dessa atividade[carece de fontes?]. O Elbrus situa-se numa área de movimentos tectónicos, e tem sido ligado a uma falha. Aparentemente o Elbrus tem sob si uma grande quantidade de magma.
A ascensão ao Elbrus é perigosa porque em parte do percurso há um teleférico com grande desnível e que, segundo o alpinista português João Garcia que o escalou duas vezes, "o que pode ser um problema porque faz com que a adaptação à altitude seja mais difícil". Em abril de 2013 foram descobertos dois corpos de alpinistas, um polaco e um iraniano, que estiveram desaparecidos durante um mês.

## Curiosidades
Na Antiguidade, o monte era conhecido como Strobilus, e a mitologia grega situava lá o local onde Prometeu fora acorrentado.
De 1959 a 1976, um teleférico foi instalado em estágios que podem levar o visitante a uma altitude de 3800 metros. Existem várias rotas até o topo, mas a rota normal, que não tem fendas, continua aproximadamente em linha reta a partir do fim do teleférico. Durante o verão, não é raro ver até 100 pessoas por dia tentando alcançar o topo por este caminho. A escalada não é tecnicamente difícil, mas é árdua fisicamente devido à altitude e aos ventos fortes.

## Ascensões

Elbrus 3D

A União Soviética encorajou as ascensões ao Elbrus, e em 1956 ele foi escalado "em massa" por 400 alpinistas para marcar o 400.º aniversário da anexação da Cabárdia-Balcária, a república socialista autônoma onde se localizava o Elbrus.
- 1868 - O mais baixo dos dois picos é escalado pela primeira vez por Douglas Freshfield, A. W. Moore e C. C. Tucker.
- 1874 - O pico mais alto (40 metros a mais) é escalado por uma expedição britânica conduzida por F. Crauford Grove.

Partes deste artigo são uma tradução livre do NASA Earth Observatory.